# Udu

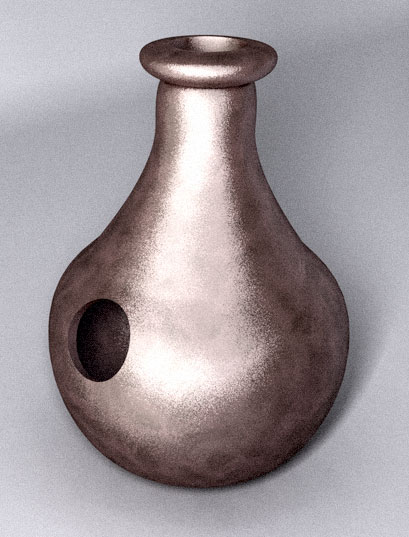
Un udu típico.

El udu es un instrumento de percusión de origen africano creado por el pueblo Igbo y el hausa de Nigeria. En su lenguaje udu significa "paz" o "vasija".
Siendo en realidad un jarrón de agua con un agujero más, era tocado por mujeres con fines ceremoniales. El udu está fabricado normalmente de arcilla y piedra.
El instrumento se toca con las manos y produce un sonido grave bastante peculiar al ser golpeado rápidamente el agujero grande. Asimismo, el cuerpo entero puede ser tocado con los dedos. Hoy en día es extensamente usado por percusionistas de diferentes estilos musicales.
El udu es un aerófono y un idiófono